# Misumenoides roseiceps
Misumenoides roseiceps är en spindelart som beskrevs av Cândido Firmino de Mello-Leitão 1949. 
Misumenoides roseiceps ingår i släktet Misumenoides och familjen krabbspindlar. Inga underarter finns listade i Catalogue of Life.